# Apteeker Melchior. Timuka tütar
Apteeker Melchior. Timuka tütar (tradução literal: Apotecário Melchior. Filha do Carrasco) é um filme de mistério histórico estónio de 2022, baseado nos romances de Indrek Hargla, mais concretamente no terceiro livro da saga, juntamente Apteeker Melchior ja timuka tütar, juntamente com material original. O filme é a terceira e última parte de uma trilogia, começada com Apteeker Melchior, lançada em abril e seguida por Apteeker Melchior. Viirastus (Apotecário Melchior. Virilidade).
Apteeker Melchior. Timuka tütar foi filmado na cidade velha de Tallinn, nas ruínas do mosteiro Pirita, em Ida-Virumaa no Castelo de Hermann (os eventos de Toompea foram filmados) e no castelo vassalo de Purtse, em Lääne-Virumaa perto da Igreja de Haljala, no Castelo de Rakvere e no castelo da torre Vao, em Harjumaa no município de Jõelähtme na capela Saha (casa de oração no filme) e na aldeia Jüri em Lehmja Dammik. Em setembro, as filmagens aconteceram no campus de cinema Cinevilla na região de Tukums, na Letónia, onde o maior cenário do período de filmagem foi construído com ruas e pátios medievais. Então, em Saaremaa, os locais de filmagem foram o Castelo de Kuressaare (filmagem da prisão da cidade) e o Centro de Experiência Medieval Archebald. No Black Box Studio localizado em Haabneeme, duas salas representativas de importância histórica da cidade de Tallinn foram construídas para as filmagens - o salão Mustpeade Maja e a prefeitura de Tallinn. As últimas tomadas do filme também foram aí filmadas.
O filme foi feito através de uma cooperação entre a Estónia, Alemanha, Letónia e Lituânia, tendo estreado no Festival de Cinema de Cottbus a 11 de novembro de 2022 e nos cinemas estónios a 14 de abril do ano seguinte.

## Elenco
- Märten Metsaviir - Melchior Wakenstede
- Alo Kõrve - Wentzel Dorn
- Maarja Johanna Mägi - Keterlyn Kordt
- Ken Rüütel - Abade Hinric
- Markus Luik - Cardeal Nider
- Andres Mähar - Monge Frederic
- Hele Kõrve - Else
- Martin Veinmann - Mercador Veckinhusen
- Karl Robert Saaremäe - Desconhecido
- Jan Uuspõld - Dono de um circo itinerante
- Jaan Rekkor jt. - Pai de Keterlyni
- Martin Mill - Arauto
- Tarmo Männard - Guardião da torre Toomas
- Margus Prangel - Ator itinerante
- Ott Raidmets - Isak
- Faustus Bolitshenko - Tobias
- Jaan Pehk - Monge Ditmar
- Simeoni Sundja - Soldado da cidade
- Kristjan Lüüs - Servo de um comerciante
- Liis Maria Kaabel - Acrobata
- Aleksandr Popov - Carrasco Bode